# Pacte d'Alcaldes i Alcaldesses
El Pacte d'Alcaldes i Alcaldesses és el principal moviment europeu orientat a les autoritats locals i regionals, en el qual aquestes es comprometen voluntàriament a millorar la seva eficiència energètica i augmentar la producció i l'ús d'energia més neta al seu territori. A través d'aquest compromís, els signataris del Pacte tenen la missió de complir i superar l'objectiu de la Unió Europea de reduir les emissions de CO₂ en un 20% per al 2020.
Després de l'aprovació, el 2008, del Paquet d'energia i canvi climàtic de la Unió Europea, la Comissió Europea va fundar el Pacte d'Alcaldes i Alcaldesses per tal de donar suport als esforços de les autoritats locals pel que fa a la implementació de polítiques energètiques sostenibles.
Degut a les seves característiques excepcionals (el fet de ser l'únic moviment d'aquest tipus que mobilitze als actors locals i regionals entorn del compliment dels objectius de la Unió Europea), les institucions de la Unió Europea presenten el Pacte d'Alcaldes i Alcaldesses com un model únic de governança multi-nivell.

## Signataris del Pacte d'Alcaldes i Alcaldesses
Les autoritats locals de totes les mides, des de petits pobles fins capitals i principals àrees metropolitanes, són elegibles per apuntar-s'hi com signataris del Pacte d'Alcaldes i Alcaldesses.
Les ciutats, els pobles i la resta de zones urbanes tenen un paper crucial en la mitigació del canvi climàtic, donat que consumeixen tres quarts de l'energia produïda a la Unió Europea, i que són responsables d'emetre una porció similar d'emissions de CO₂. Les autoritats locals també es troben en una posició ideal per canviar els hàbits dels ciutadans i adreçar les qüestions climàtiques i energètiques de manera integral, per exemple conciliant interessos públics i privats en integrar les energies sostenibles dins dels objectius generals de desenvolupament local.
Unir-se al Pacte d'Alcaldes i Alcaldesses és una oportunitat per les autoritats locals de promoure els esforços fets al seu territori per la reducció de CO₂, de beneficiar-se del suport i reconeixement Europeu, i d'intercanviar experiències amb els seus homòlegs europeus.

## Compromisos formals
El Pacte d'Alcaldes i Alcaldesses va molt més enllà que una simple declaració d'intencions. De fet, per tal d'arribar als ambiciosos objectius de reducció de CO₂ als que s'han compromès, els signataris acorden que compliran una sèrie de mesures dins d'un temps predefinit, i accepten informar regularment sobre les seves accions i ser sotmesos a un seguiment. Les autoritats locals que signen el Pacte es comprometen a:
- Desenvolupar unes estructures administratives adequades (incloent-hi l'assignació de suficients recursos humans) per tal de dur a terme les accions necessàries ;
- Elaborar un Inventari d'emissions de gasos amb efecte d'hivernacle;
- Presentar un Pla d'Acció d'Energia Sostenible (PAES) en el termini d'un any a partir de la signatura oficial del Pacte d'Alcaldes i Alcaldesses i incloure-hi mesures concretes que porten a una reducció dels gasos amb efecte d'hivernacle de com a mínim el 20% pel 2020;
- Presentar un informe d'implementació com a mínim cada dos anys a partir de la presentació del Pla d'Acció d'Energia Sostenible amb fins d'avaluació, seguiment i control del programa;

Per tal de complir amb la necessitat fonamental de mobilitzar els actors locals durant el desenvolupament dels Pla d'Acció d'Energia Sostenible, els signataris també es comprometen a:
- Compartir les seves experiències i coneixement amb alters autoritats locals;
- ""Organitzar Dies d'Energies Locals"" per tal d'augmentar la conscienciació ciutadana pel que fa al desenvolupament sostenible i l'eficiència energètica;
- Assistir o contribuir a la cerimònia anual del Pacte d'Alcaldes i Alcaldesses, tallers temàtics i reunions de discussions en grup.
- Difondre el missatge del Pacte als fòrums apropiats i en concret, animar als altres alcaldes i alcaldesses a unir-se al Pacte.

## Plans d'Acció d'Energia Sostenible
Per tal d'assolir i superar els ambiciosos objectius energètics i climàtics de la Unió Europea, els signataris del Pacte es comprometen a desenvolupar un Pla d'Acció d'Energia Sostenible (SEAP), abans de la fi de l'any següent a la seva adhesió a la iniciativa. Aquest pla d'acció, aprovat pel consell municipal, traça les activitats i mesures previstes pels signataris per tal de complir els seus compromisos, fixant els marcs temporals i assignant les responsabilitats corresponents.
Existeix un seguit de material de suport tècnic i metodològic (com són la "Guia SEAP ", el model, els informes sobre metodologies i eines disponibles, etc .) que ofereixen orientació practica i recomanacions clares i concises sobre tot el procés de desenvolupament del SEAP. Basat en les experiències pràctiques de les autoritats locals (i desenvolupat en estreta cooperació amb el Centre Conjunt de Recerca de la Unio Europea), aquest paquet de suport proporciona als signataris del Pacte els principis clau que han de seguir, així com un enfocament clar i didàctic dels passos a seguir. Tots els documents es poden descarregar a la biblioteca de la pàgina web.

## Coordinació i suport

### Coordinadors i finançament
Els signataris del Pacte no sempre disposen de les eines i recursos necessaris per preparar un Inventari de Base d'Emissions, preparar l'esborrany del Pla d'Acció d'Energies Renovables associat i finançar les accions que figuren en aquest últim document. Per això, les províncies, regions, xarxes i agrupacions de municipalitats juguen un rol fonamental per ajudar els signataris a complir amb els seus compromisos.
Els Coordinadors del Pacte són un conjunt d'autoritats públiques de diferents nivells governamentals (nacional, regional i provincial) que proporcionen orientació estratègica als signataris, així com suport financer i administratiu en el desenvolupament i implementació dels seus Plans d'Acció d'Energia Sustentable. La Comissió distingeix entre els "Coordinadors Territorials"; autoritats subnacionals descentralitzades (incloent-hi províncies, regions i agrupaments públics de municipis); i els "Coordinadors Nacionals" que inclouen els cossos públics nacionals (com són les agències nacionals d'energia i els ministres d'energia).
Els Promotors del Pacte són xarxes i associacions d'autoritats locals europees, nacionals i regionals, que porten a terme accions promocionals i de comunicació, per tal de promoure la iniciativa del Pacte d'Alcaldes i Alcaldesses i donar suport als compromisos dels signataris.

### Oficina del Pacte d'Alcaldes i Alcaldesses
L'oficina del Pacte d'Alcaldes i Alcaldesses (CoMO) proporciona diàriament assistència tècnica i administrativa i promocional als signataris i a les parts interessades en el Pacte. La gestió de l'oficina correspon a un consorci d'autoritats locals i regionals, liderades per Energy Cities i formada pel Consell de Municipalitats i Regions Europees |CEMR, Climate Alliance, Eurocities i FEDARENE. Fundat per la Comissió Europea, la CoMO és l'entitat responsable de la coordinació general de la iniciativa.

### Institucions de la Unió Europea
Per tal de donar suport a l'elaboració i implementació dels Plans d'acció d'Energia Sostenible dels signataris, la Unió Europea ha contribuït al desenvolupament de facilitats financeres, enfocades sobretot als signataris del Pacte, entre els quals es troben l'Assistència d'Energia Local Europea (ELENA), en coordinació amb el Banc d'Inversions Europeu, que es va muntar per projectes a llarg terme, i ELENA-KfW que, establert en partenariat amb el grup alemany KfW, ofereix un enfocament alternatiu per tal de mobilitzar inversions sostenibles a municipalitats petites i mitjanes.
A més del suport de la Comissió Europea, el Pacte gaudeix de ple suport institucional, com són el del Comité de les Regions, que dona suport a la iniciativa d'ençà que aquesta va ser concebuda, i el Parlament Europeu, que ajuda a les autoritats locals a realitzar el seu potencial d'inversió.

### Centre de Recerca Conjunta
El Centre de Recerca Conjunta de la Comissió Europea és l'entitat responsable de proporcionar suport tècnic i científic a la iniciativa. Treballa en estreta col·laboració amb l'oficina del Pacte d'Alcaldes i Alcaldesses per fornir els signataris amb unes pautes tècniques clares i amb models que els ajuden a complir amb dels seus compromisos com a signataris, així com ajudar-los a fer el seguiment de la implementació i els resultats.

### Estructura de Suport
Una "Estructura de Suport" és una entitat que fa d'enllaç entre la Comissió Europea i els municipis en el marc d'aquesta iniciativa per la reducció d'emissions de gasos amb efecte d'hivernacle.
Poden ser de 2 tipus:
- Tipus I: administracions públiques
- Tipus II: xarxes d'autoritats locals i regionals